# یان بلاغ (بیله‌سوار)
یان بلاغ یک منطقهٔ مسکونی در ایران است که در استان اردبیل واقع شده‌است. براساس سرشماری مرکز آمار ایران در سال ۱۳۹۵، یان بلاغ ۹۹ نفر جمعیت دارد.